# Hewlett Harbor
Hewlett Harbor ist ein Village im Nassau County in New York, USA. Zum Zeitpunkt des United States Census 2010 Hewlett Harbor 1263 Einwohner.
Das Village of Hewlett Harbor liegt in der Town of Hempstead. Wie Lawrence ist Hewlett Harbor weniger urban als die anderen Ortschaften am Südufer von Long Island und ähnelt mehr den Ortschaften an der Gold Coast.

## Geographie

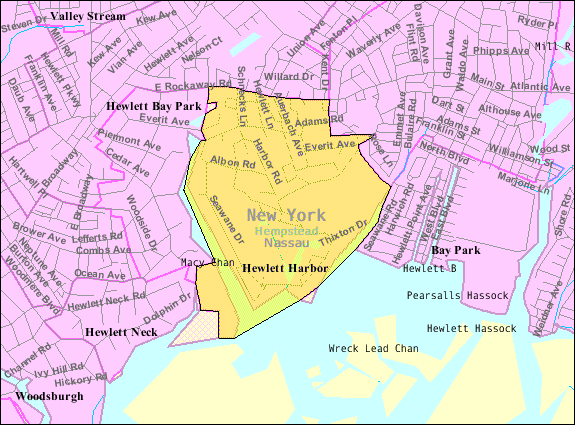
U.S. Census Map

Hewlett Harbors geographische Koordinaten lauten 40° 38′ N, 73° 41′ W. Hewlett Harbor liegt zum größten Teil auf einer Halbinsel zwischen Macy Channel und Thixton Creek. Im Norden grenzt das Village entlang der Rockaway Road an Hewlett, im Osten an East Rockaway. Im Süden liegt die Hewlett Bay des Atlantischen Ozeans. Im Südwesten benachbart ist Hewlett Neck auf der Westseite des Georges Creek, und im Westen liegt Hewlett Bay Park.
Nach den Angaben des United States Census Bureaus hat das Village eine Gesamtfläche von 2,1 km2, wovon 1,9 km2 auf Land und 0,2 km2 (= 10,98 %) auf Gewässer entfallen. Dies sind neben den bereits genannten Gewässern der Willow Pond im Nordwesten des Villages und der Auerbach Canal im Süden.

## Bildung
Die Ortschaft gehört teils zum Hewlett-Woodmere School District und teils zum Lynbrook Union Free School District.

## Demographie
Zum Zeitpunkt des United States Census 2000 bewohnten Hewlett Harbor 1271 Personen. Die Bevölkerungsdichte betrug 681,6 Personen pro km². Es gab 437 Wohneinheiten, durchschnittlich 234,3 pro km². Die Bevölkerung Hewlett Harbors bestand zu 95,12 % aus Weißen, 0,39 % Schwarzen oder African American, 0,16 % Native American, 3,15 % Asian, 0 % Pacific Islander, 0,63 % gaben an, anderen Rassen anzugehören und 0,55 % nannten zwei oder mehr Rassen. 429 % der Bevölkerung erklärten, Hispanos oder Latinos jeglicher Rasse zu sein.
Die Bewohner Hewlett Harbors verteilten sich auf 1,10 Haushalte, von denen in 39,6 % Kinder unter 18 Jahren lebten. 84,4 % der Haushalte stellten Verheiratete, 2,8 % hatten einen weiblichen Haushaltsvorstand ohne Ehemann und 11,4 % bildeten keine Familien. 10,0 % der Haushalte bestanden aus Einzelpersonen und in 8,4 % aller Haushalte lebte jemand im Alter von 65 Jahren oder mehr alleine. Die durchschnittliche Haushaltsgröße betrug 2,96 und die durchschnittliche Familiengröße 3,16 Personen.
Die Bevölkerung verteilte sich auf 29,3 % Minderjährige, 3,8 % 18–24-Jährige, 19,8 % 25–44-Jährige, 28,7 % 45–64-Jährige und 18,3 % im Alter von 65 Jahren oder mehr. Der Median des Alters betrug 43 Jahre. Auf jeweils 100 Frauen entfielen 90,8 Männer. Bei den über 18-Jährigen entfielen auf 100 Frauen 90,7 Männer.
Das mittlere Haushaltseinkommen in Hewlett Harbor betrug 159.682 US-Dollar und das mittlere Familieneinkommen erreichte die Höhe von 185.962 US-Dollar. Das Durchschnittseinkommen der Männer betrug >100.000 US-Dollar, gegenüber 40.000 US-Dollar bei den Frauen. Das Pro-Kopf-Einkommen belief sich auf 82.069 US-Dollar. 0,7 % der Bevölkerung und 0 % der Familien hatten ein Einkommen unterhalb der Armutsgrenze, davon waren 0 % der Minderjährigen und 0,9 % der Altersgruppe 65 Jahre und mehr betroffen.

## Persönlichkeiten
- Pamela Geller (* 1958), Bloggerin, Autorin und politische Aktivistin
- Stan Lee, früherer Herausgeber und Zeichner bei Marvel Comics

## Belege
1. ↑  Annual Estimates of the Resident Population for Incorporated Places: April 1, 2010 to July 1, 2015. Abgerufen am 14. Oktober 2016 (englisch).
2. ↑  Census of Population and Housing. Census.gov, abgerufen am 14. Oktober 2016 (englisch).